# Commission du Développement durable (Nations unies)
 (juillet 2014).
Pour les articles homonymes, voir Commission du Développement durable.
La commission du Développement durable des Nations unies (CDD, anglais : Commission on Sustainable Development, CSD) est de 1993 à 2013 l'organisme chargé de suivre les résultats du sommet de la Terre, sous l'égide du Conseil économique et social des Nations unies. Elle est remplacée en 2013 par le Forum politique de haut niveau sur le développement durable (High-level Political Forum on Sustainable Development).

## Histoire
La commission du Développement durable est créée en 1993 à la suite de la résolution A/RES/47/191 du 22 décembre 1992 sur les Arrangements institutionnels pour le suivi de la Conférence des Nations unies sur l'environnement et le développement, lors de la 47e session ordinaire de l'Assemblée générale. Sa création est la conséquence d'une recommandation du chapitre 38 de l'Agenda 21.
Au sein du Conseil économique et social des Nations unies, cette commission dépend du département de l’Information (Service des informations et des accréditations).
Elle est remplacée en 2013 par le Forum politique de haut niveau sur le développement durable (High-level Political Forum on Sustainable Development).

## Réunions
(juillet 2014).
La CDD s'est réunie annuellement de 1993 à 2012, puis a clos ses travaux et transféré ses activités au  Forum politique de haut niveau sur le développement durable (High-level Political Forum on Sustainable Development).
- CSD-1 (14 au 25 juin 1993)
- CSD-2 (16 au 27 avril 1994)
- CSD-3 (11 au 28 avril 1995)
- CSD-4 (18 avril au 3 mai 1996)
- CSD-5 (7 au 25 avril 1997)
- CSD-6 (13 avril au 1er mai 1998)
- CSD-7 (19 au 30 avril 1999)
- CSD-8 (25 avril au 5 mai 2000)
- CSD-9 (16 au 27 avril 2001)
- CSD-10 (2002)
- CSD-11 (28 avril au 9 mai 2003)
- CSD-12 (14 au 30 avril 2004)
- CSD-13 (11 au 22 avril 2005)
- CSD-14 (1er au 12 mai 2006)
- CSD-15 (30 avril au 11 mai 2007)
- CSD-16 (5 au 16 mai 2008)

### CSD 16
Les thèmes du développement durable qui ont été étudiés lors de la session de 2008 sont:
- Agriculture
- Développement rural
- Sols
- Sécheresse
- Désertification
- Développement durable de l’Afrique

Les quatre thèmes du développement durable qui ont été étudiés lors des sessions de mai 2006 et mai 2007 sont les suivants :
- énergie au service du développement
- développement industriel
- pollution atmosphérique
- changements climatiques